# Automotores diésel del GWR
Los automotores diésel del GWR (denominados en inglés "railcars") fueron una serie exitosa de vehículos ferroviarios de viajeros equipados con propulsión diésel, introducidos en 1933 por el Great Western Railway. Estos automotores se mantuvieron en servicio regular hasta la década de 1960, cuando fueron reemplazados por el nuevo tipo de unidades diésel múltiples de "primera generación" encargadas por British Rail.

## Diseño

### Carrocería
El diseño original presentaba una carrocería aerodinámica, que estaba muy de moda en ese momento. Las líneas redondeadas de los primeros ejemplares construidos dieron lugar a su apodo: "plátano volador". El W4W preservado es un ejemplo de la forma de cuerpo redondeado original. Los ejemplos posteriores de "filo de navaja", como el número 27 (en la foto), tenían una carrocería mucho más angulosa (y práctica), pero se les siguió aplicando el apodo dado a las unidades anteriores.

### Calefacción
Los interiores de los coches del número 1 al 18 se calefactaban utilizando el calor residual del agua de refrigeración del motor. Este sistema demostró ser poco fiable en servicio debido a problemas con las válvulas termostáticas empleadas. Los vehículos posteriores (del número 19 en adelante) abandonaron este sistema debido a su falta de robustez y porque su especificación revisada exigía que pudieran transportar material rodante más antiguo, equipado con sistemas de calefacción que empleaban vapor.
Estos vehículos posteriores estaban dotados con generadores de vapor, capaces de caldear tanto el interior de los propios vehículos como el de cualquier otro vehículo remolcado adicional, a través de un suministro de vapor al equipo de calefacción estándar mediante un generador Clarkson completamente automático fabricado por Gresham and Craven Ltd bajo licencia de Vapor car co. El generador era del tipo de tubos de agua con un intercambiador de calor, y podía suministrar hasta 300 libras (136,1 kg) de vapor por hora, a una presión de 45 libras por pulgada cuadrada (3,1 atm). El maquinista podía variar la cantidad de vapor suministrado para adaptarse a la demanda requerida por un automotor solo, más uno o dos vehículos remolcados. El combustible empleado era el mismo gasoil utilizado para el motor, aunque se almacenaba en un depósito independiente con una capacidad de 45 galones imperiales (204,6 L). El suministro de agua para el sistema de calefacción consistía en un solo depósito de 100 galones imperiales (454,6 L).

### Tren motriz
Los coches del número 1 al 18 estaban propulsados por un motor diésel de alta velocidad fabricado por A.E.C, que producía una potencia al freno máxima de 130 hp (97 kW). El motor era de 6 cilindros en línea, con 115 mm de diámetro y 142 mm de carrera y una cilindrada total de 8,85 litros. La velocidad máxima de operación era de 1800 rpm.
Los automotores del número 19 en adelante estaban propulsados por una versión del motor anterior modificada, equipada con inyección directa y el diámetro interior ampliado a 120 mm, manteniéndose la carrera de 142 mm. Este motor producía una menor potencia al freno, rindiendo 105 hp a 1650 rpm.
Una característica inusual fue el eje de transmisión externo desde la caja de cambios en la parte trasera de un motor montado horizontalmente, hasta las cajas de reducción estilo vehículo de carretera de los dos ejes de un bogie. Las unidades posteriores tenían dos combinaciones de motor y transmisión colocadas en lados opuestos. Los automotores 19 y 20 estaban equipados con una caja de cambios de relación alta-baja separada en el lado de transmisión final de la caja de cambios, lo que permitía alcanzar una velocidad máxima de aproximadamente 60-70 mph (96,6-112,7 km/h) en alta y de 40-45 mph (64,4-72,4 km/h) en baja. El automotor W20W conserva su sistema mecánico original completo.

### Frenos
El sistema de frenos de los coches 2, 3 y 4 no era convencional. En lugar del habitual sistema de freno con zapatas activado por vacío que se usaba en la mayoría del material rodante británico de la época, se adoptó un sistema de estilo automotriz que utilizaba frenos de tambor accionados hidráulicamente por vacío. En cada bogie se montó un cilindro de freno de vacío combinado con un cilindro maestro hidráulico. Desde el cilindro maestro, el fluido hidráulico pasaba a través de mangueras a los cilindros operativos, que accionaban los mecanismos de leva de los frenos de tambor para presionar las zapatas que se expandían internamente contra la circunferencia interior de los tambores. Estos tambores de freno estaban construidos en acero fundido, contaban con 20 pulgadas (50,8 cm) de diámetro interno y estaban atornillados a la cara interior de una rueda por eje. El vacío necesario para el funcionamiento de los frenos se creaba mediante tres bombas rotativas, dos accionadas por los motores la tercera impulsada por una cadena enlazada al eje de transmisión final.
Esta disposición permitía mantener el vacío durante la navegación por inercia, cuando los motores se apagaban. El sistema operaba con un nivel de vacío de 22 a 24 pulgadas de mercurio. Este vacío se almacenaba en cuatro depósitos situados sobre el chasis. Otro aspecto inusual de este sistema era que se aumentaba el vacío en el cilindro para aplicar los frenos. Esto es contrario a la práctica ferroviaria británica normal, en la que durante el frenado se reduce el vacío.

## Historial operativo
La unidad prototipo, la número 1, hizo su primer recorrido el 1 de diciembre de 1933 entre la Estación de Paddington y Reading, con un gran número de representantes de la prensa a bordo. Tres días después esta unidad se incorporó al servicio público entre Slough, Windsor y Didcot.

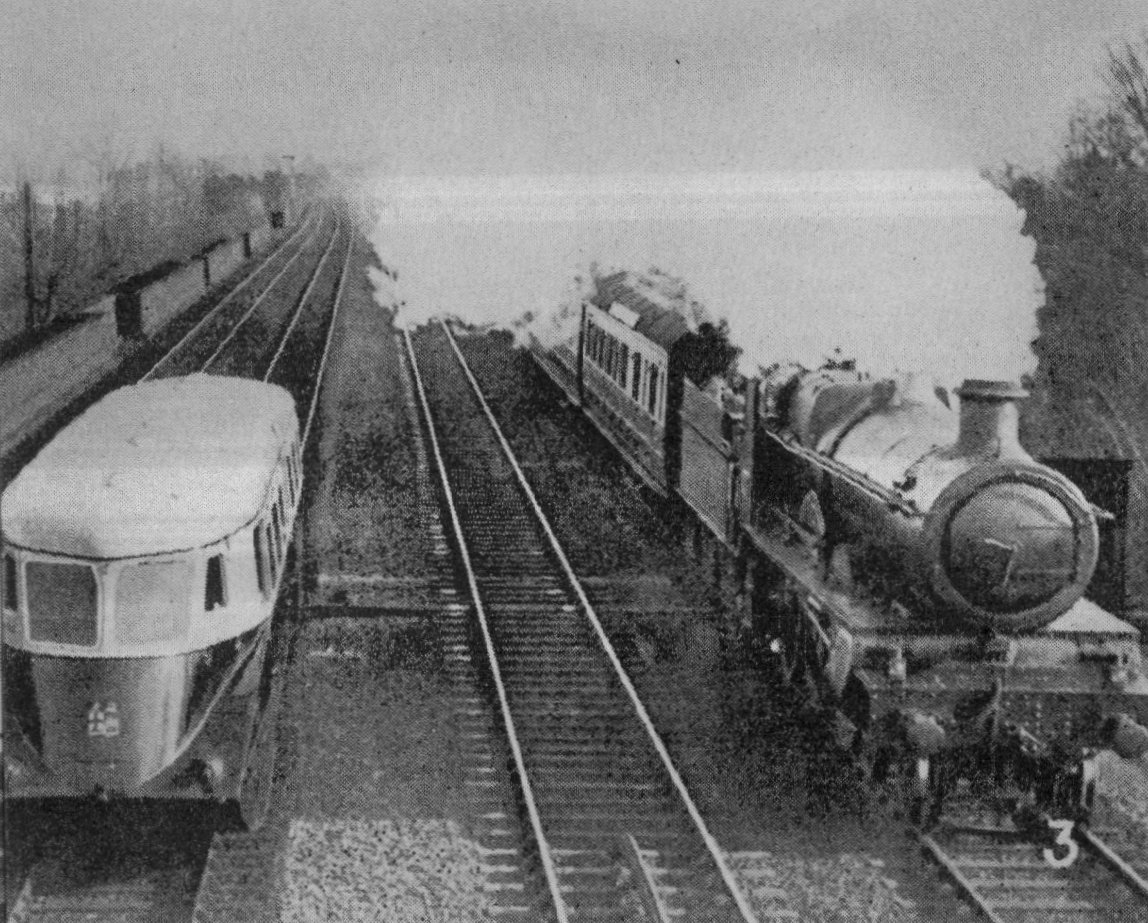
Fotografía publicitaria (1934)

Poco después, el GWR encargó las siguientes tres unidades de la serie, con los números 2 a 4, que se construyeron con dos motores (en lugar de uno) lo que les permitía alcanzar una velocidad máxima de 80 mph (128,7 km/h), e incluían un bufet. Estas unidades se entregaron en julio de 1934 y entraron en servicio el 15 de julio de 1934 entre Birmingham Snow Hill y Cardiff General. Este fue el primer servicio expreso diésel de larga distancia en Gran Bretaña, cubriendo las 117,5 millas (189,1 km) entre Birmingham y Cardiff en 2 horas y 20 minutos. Pensado como un servicio de negocios, las tarifas se cobraban a la tarifa normal, pero las reservas estaban limitadas por los 44 asientos del coche.
Las siguientes tres unidades, números 5 a 7, entraron en servicio en julio de 1935 y disponían de 70 plazas. Se utilizaron en servicios entre Londres, Oxford y Hereford. Los siguientes lotes de coches, numerados del 8 al 34, tenían varios diseños diferentes y entraron en servicio en distintas tandas entre 1936 y 1941, dos de ellos (números 17 y 34) fueron diseñados para servicios expresos de paquetería en lugar de servicios de pasajeros.
Las unidades anteriores operaban como coches individuales. Los cuatro últimos, numerados del 35 al 38, eran unidades acopladas gemelas con las cabinas de conducción situadas en los extremos exteriores del conjunto; de hecho, fueron los precursores de las unidades diésel múltiples actuales. Tenían capacidad para 104 pasajeros, aunque se podía instalar un coche estándar con pasillo entre los dos coches tractores, permitiendo aumentar la capacidad de asientos a 184. Se introdujeron en noviembre de 1941 y operaron en el servicio Birmingham-Cardiff.

## Lista de flotas
| Rango de números | Introducido | Constructor    | Motor                     | Peso (toneladas largas)                               | Asientos | Baja       | Notas |
| ---------------- | ----------- | -------------- | ------------------------- | ----------------------------------------------------- | -------- | ---------- | --- |
| 1                | 1934        | Park Royal     | 1 AEC dr 130 HP (96,9 kW) | 24 LT (24,4 t; 26,9 ST)                               | 69       | 1955       | Prototipo |
| 2–4              | 1934        | Park Royal     | 2 AEC de 130 HP (96,9 kW) | 26,2 LT (26,6 t; 29,3 ST)                             | 44       | 1954–1958  | Equipado con bufet                                                                                                  |
| 5–7              | 1935        | Gloucester RCW | 2 AEC de 130 HP (96,9 kW) | 25,3 LT (25,7 t; 28,3 ST)                             | 70       | 1957–59    | Coche sencillo estándar                                                                                             |
| 8–9, 13–16       | 1936        | Gloucester RCW | 2 AEC de 130 HP (96,9 kW) | 29,5 LT (30,0 t; 33,0 ST)                             | 70       | 1957–60    | 9 dados de baja en 1946 tras un incendio                                                                            |
| 10–12            | 1936        | Gloucester RCW | 2 AEC de 130 HP (96,9 kW) | 29,9 LT (30,4 t; 33,5 ST)                             | 63       | 1956–57    | Equipados con lavabo                                                                                                |
| 17               | 1936        | Gloucester RCW | 2 AEC de 130 HP (96,9 kW) | 28,85 LT (29,31 t; 32,31 ST)                          | Ninguno  | 1959       | Coches de paquetería, capacidad de 10 LT (10,2 t; 11,2 ST)                                                          |
| 18               | 1937        | Gloucester RCW | 2 AEC de 130 HP (96,9 kW) | 33,6 LT (34,1 t; 37,6 ST)                             | 49       | 1957       | Prototipo, con topes y mecanismo de tracción para furgones de transporte                                            |
| 19–33            | 1940–41     | GWR, Swindon   | 2 AEC de 105 HP (78,3 kW) | 35,65 LT (36,22 t; 39,93 ST)                          | 48       | 1960–62    | 33 reconstruido en 1954 para sustituir al 37                                                                        |
| 34               | 1941        | GWR, Swindon   | 2 AEC de 105 HP (78,3 kW) | 34,9 LT (35,5 t; 39,1 ST)                             | Ninguno  | 1960       | Coche de paquetería, capacidad de 10 LT (10,2 t; 11,2 ST)                                                           |
| 35–38            | 1941–42     | GWR, Swindon   | 2 AEC de 105 HP (78,3 kW) | 36,7 LT (37,3 t; 41,1 ST) + 37,6 LT (38,2 t; 42,1 ST) | 60 + 44  | 1957, 1962 | Motores gemelos con bufet y lavabo 35+36 y 37+38 37 retirado en 1949 después de un incendio y reemplazado por el 33 |

Cinco de los 38 coches fueron destruidos por incendios:
- El número 9 se quemó en Heyford en julio de 1945; dado de baja oficialmente en mayo de 1946
- El número 10 se quemó en Bridgnorth en marzo de 1956; dado de baja oficialmente en mayo de 1956
- Los números 35 y 36 fueron destruidos por un incendio en St Anne's Park, Bristol en abril de 1956; dados de baja oficialmente en abril de 1957
- El número 37 fue dañado por un incendio en febrero de 1949 y se almacenó hasta su desguace; dado de baja oficialmente en septiembre de 1949

## Preservación
Se han preservado tres de los automotores del GWR:
| Vehículo no. | Constructor | Año de construcción | Localización                           | Comentatarios                              | Fotografía |
| ------------ | ----------- | ------------------- | -------------------------------------- | ------------------------------------------ | ---------- |
| W4W          | Park Royal  | 1934                | Museo Nacional del Ferrocarril de York | Exhibición estática                        |            |
| W20W         | GWR Swindon | 1940                | Ferrocarril de Kent & East Sussex      | Iniciada restauración en Tenterden en 1983 |            |
| W22W         | GWR Swindon | 1940                | Centro del Ferrocarril de Didcot       | Operativo                                  |            |

## Modelismo
- Hornby Railways fabrica un modelo del coche con el estilo de 1940 en escala OO, utilizando el utillaje procedente de Lima tras su adquisición.[8]
- A finales de 2017, Dapol lanzó un modelo OO de los coches aerodinámicos Gloucester RCW de 1936 con distintas libreas y números.
- Graham Farish ha producido un modelo de calibre N (con varios números, por ejemplo, 19, 22 y 20), tanto antes como después de su adquisición por parte de Bachmann.